# 西宁州 (唐朝)
西宁州，唐朝时设置的州。 
武德七年（624年）置，治所在梁水县（今云南省华宁县）。辖境约当今云南省华宁、通海等县地。贞观八年（634年）改为黎州。